# Survivor Series

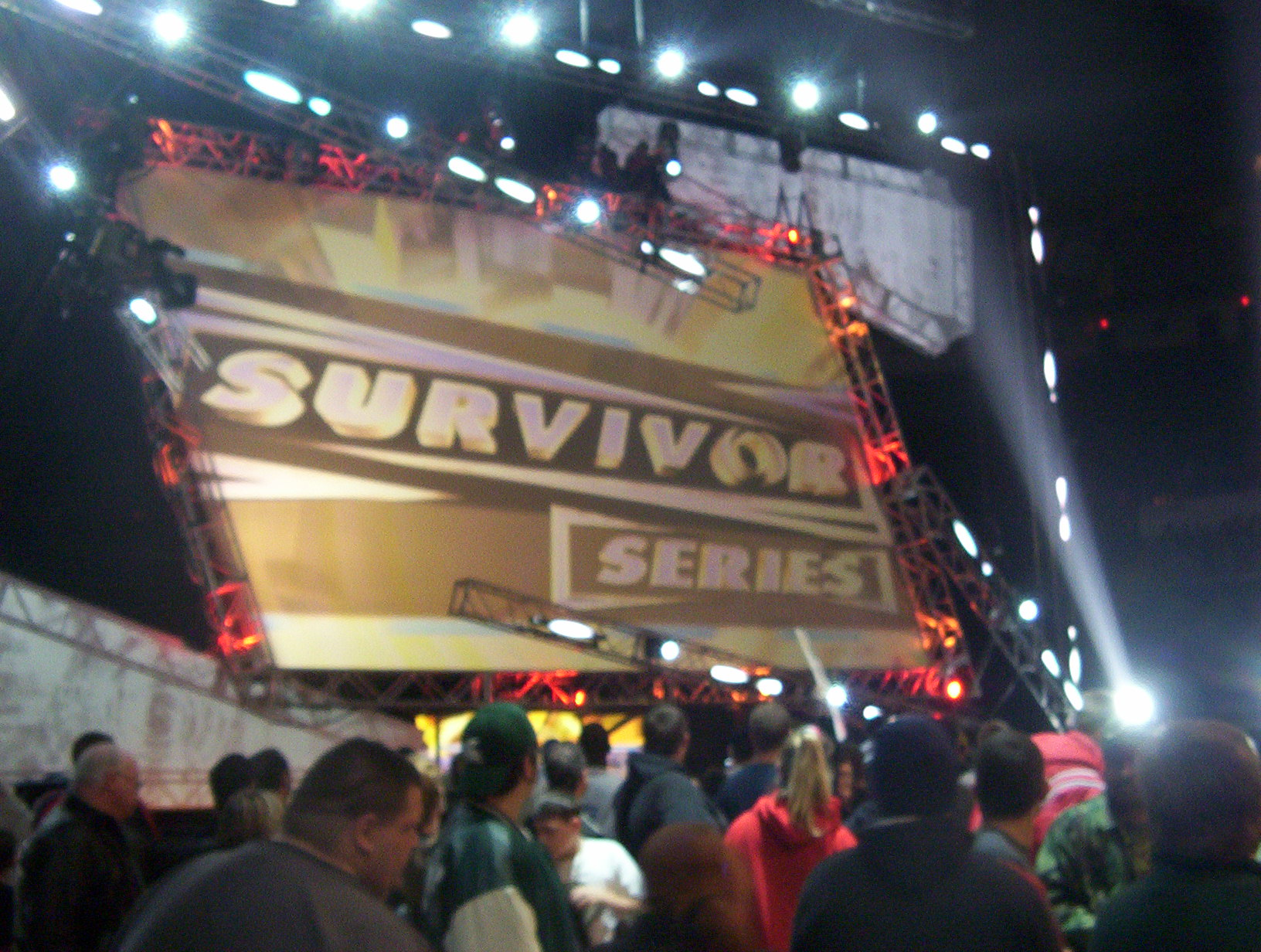
Survivor Series 2005.

Survivor Series este un eveniment anual de wrestling profesionist organizat în luna noiembrie de către World Wrestling Entertainment. Din cauza vechimi sale, este considerat unul dintre cele 4 mari evenimente ale companiei, împreună cu WrestleMania, Royal Rumble și SummerSlam, fiind organizate din 1987. Alături de cele 4 mari evenimente, de la separarea mărcilor în 2002, acest PPV poate împreuna wrestleri din RAW și SmackDown! și, în 2006, din ECW. De la separarea mărcilor din 2016, evenimentul va cuprinde wrestleri din Raw si SmackDown Live.

## Date și locuri de desfășurare
| No | Eveniment              | Dată              | Oraș                       | Locație                        | Main Event |     |
| -- | ---------------------- | ----------------- | -------------------------- | ------------------------------ | --- | --- |
| 1  | Survivor Series (1987) | 26 noiembrie 1987 | Richfield⁠(d)               | Coliseum at Richfield⁠(d)       | André the Giant, The One Man Gang⁠(d), King Kong Bundy⁠(d), Butch Reed⁠(d) and Rick Rude⁠(d) vs. Hulk Hogan, Paul Orndorff⁠(d), Don Muraco⁠(d), Ken Patera⁠(d) și Bam Bam Bigelow⁠(d) într-un 5-on-5 Survivor Series match |     |
| 2  | Survivor Series (1988) | 24 noiembrie 1988 | Richfield⁠(d)               | Coliseum at Richfield⁠(d)       | Hulk Hogan, Randy Savage, Hercules⁠(d), Koko B. Ware⁠(d) și Hillbilly Jim⁠(d) vs. Akeem, Big Boss Man⁠(d), Ted DiBiase, Haku⁠(d) și The Red Rooster⁠(d) într-un 5-on-5 Survivor Series match                             |     |
| 3  | Survivor Series (1989) | 23 noiembrie 1989 | Rosemont, Illinois         | Rosemont Horizon⁠(d)            | The Ultimate Warrior, Shawn Michaels, Marty Jannetty⁠(d) și Jim Neidhart⁠(d) vs. Bobby Heenan⁠(d), André the Giant, Haku and Arn Anderson⁠(d) într-un 4-on-4 Survivor Series match                                     |     |
| 4  | Survivor Series (1990) | 22 noiembrie 1990 | Hartford, Connecticut      | Hartford Civic Center⁠(d)       | Hulk Hogan, The Ultimate Warrior și Tito Santana⁠(d) vs. Ted DiBiase, Rick Martel⁠(d), The Warlord⁠(d), Hercules și Paul Roma⁠(d) într-un 3-on-5 Grand Finale Survivor Series match                                    |     |
| 5  | Survivor Series (1991) | 27 noiembrie 1991 | Detroit, Michigan          | Joe Louis Arena⁠(d)             | Big Boss Man, Hawk⁠(d) și Animal⁠(d) vs. Irwin R. Schyster⁠(d), Earthquake⁠(d) și Typhoon⁠(d) într-un 3-on-3 Survivor Series match                                                                                      |     |
| 6  | Survivor Series (1992) | 25 noiembrie 1992 | Richfield, Ohio            | Richfield Coliseum             | Bret Hart (c) vs. Shawn Michaels pentru WWF World Heavyweight Championship |     |
| 7  | Survivor Series (1993) | 24 noiembrie 1993 | Boston, Massachusetts      | Boston Garden⁠(d)               | Lex Luger, The Undertaker, Rick Steiner și Scott Steiner vs. Yokozuna, Crush⁠(d), Ludvig Borga⁠(d) și Quebecer Jacques⁠(d) într-un 4-on-4 Survivor Series match                                                       |     |
| 8  | Survivor Series (1994) | 23 noiembrie 1994 | San Antonio, Texas         | Freeman Coliseum⁠(d)            | The Undertaker vs. Yokozuna într-un Casket match |     |
| 9  | Survivor Series (1995) | 19 noiembrie 1995 | Landover⁠(d)                | USAir Arena⁠(d)                 | Diesel (c) vs. Bret Hart într-un No Disqualification match pentru WWF World Heavyweight Championship |     |
| 10 | Survivor Series (1996) | 17 noiembrie 1996 | New York City, New York    | Madison Square Garden          | Shawn Michaels (c) vs. Sycho Sid pentru WWF World Heavyweight Championship |     |
| 11 | Survivor Series (1997) | 9 noiembrie 1997  | Montreal, Quebec, Canada   | Molson Centre⁠(d)               | Bret Hart (c) vs. Shawn Michaels pentru WWF World Heavyweight Championship |     |
| 12 | Survivor Series (1998) | 15 noiembrie 1998 | St. Louis, Missouri        | Kiel Center⁠(d)                 | Mankind vs. The Rock pentru WWF Championship vacantă |     |
| 13 | Survivor Series (1999) | 14 noiembrie 1999 | Detroit, Michigan          | Joe Louis Arena                | Triple H (c) vs. The Rock vs. Big Show pentru centura WWF Championship |     |
| 14 | Survivor Series (2000) | 19 noiembrie 2000 | Tampa, Florida             | Ice Palace⁠(d)                  | Stone Cold Steve Austin vs. Triple H într-un No Disqualification match |     |
| 15 | Survivor Series (2001) | 18 noiembrie 2001 | Greensboro, North Carolina | Greensboro Coliseum Complex⁠(d) | The Rock, Chris Jericho, The Undertaker, Kane și Big Show vs. Stone Cold Steve Austin, Rob Van Dam, Kurt Angle, Booker T și Shane McMahon într-un 5-on-5 Survivor Series match                                     |     |
| 16 | Survivor Series (2002) | 17 noiembrie 2002 | New York City, New York    | Madison Square Garden          | Triple H (c) vs. Shawn Michaels vs. Chris Jericho vs. Kane vs. Rob Van Dam vs. Booker T în primul meci Elimination Chamber match pentru centura WWE World Heavyweight Championship                                 |     |
| 17 | Survivor Series (2003) | 16 noiembrie 2003 | Dallas, Texas              | American Airlines Center⁠(d)    | Goldberg (c) vs. Triple H pentru centura World Heavyweight Championship |     |
| 18 | Survivor Series (2004) | 14 noiembrie 2004 | Cleveland, Ohio            | Gund Arena                     | Randy Orton, Chris Benoit, Chris Jericho și Maven⁠(d) vs. Triple H, Edge, Batista și Snitsky⁠(d) într-un 4-on-4 Survivor Series match                                                                                |     |
| 19 | Survivor Series (2005) | 27 noiembrie 2005 | Detroit, Michigan          | Joe Louis Arena                | Shawn Michaels, Kane, Big Show, Carlito și Chris Masters⁠(d) vs. Batista, Rey Mysterio, John Layfield, Bobby Lashley și Randy Orton într-un 5-on-5 Survivor Series match                                            |     |
| 20 | Survivor Series (2006) | 26 noiembrie 2006 | Philadelphia, Pennsylvania | Wachovia Center                | King Booker (c) vs. Batista pentru centura World Heavyweight Championship |     |
| 21 | Survivor Series (2007) | 18 noiembrie 2007 | Miami, Florida             | American Airlines Arena        | Batista (c) vs. The Undertaker într-un Hell in a Cell match pentru centura World Heavyweight Championship |     |
| 22 | Survivor Series (2008) | 23 noiembrie 2008 | Boston, Massachusetts      | TD Banknorth Garden            | Chris Jericho (c) vs. John Cena pentru centura World Heavyweight Championship |     |
| 23 | Survivor Series (2009) | 22 noiembrie 2009 | Washington, D.C.           | Capital One Center             | John Cena (c) vs. Triple H vs. Shawn Michaels pentru centura WWE Championship |     |
| 24 | Survivor Series (2010) | 21 noiembrie 2010 | Miami, Florida             | American Airlines Arena        | Randy Orton (c) vs. Wade Barrett pentru centura WWE Championship |     |
| 25 | Survivor Series (2011) | 20 noiembrie 2011 | New York City, New York    | Madison Square Garden          | John Cena și The Rock vs. The Miz și R-Truth |     |
| 26 | Survivor Series (2012) | 18 noiembrie 2012 | Indianapolis, Indiana      | Gainbridge Fieldhouse          | CM Punk (c) vs. John Cena vs. Ryback pentru centura WWE Championship |     |
| 27 | Survivor Series (2013) | 24 noiembrie 2013 | Boston, Massachusetts      | TD Garden                      | Randy Orton (c) vs. Big Show pentru centura WWE Championship |     |
| 28 | Survivor Series (2014) | 23 noiembrie 2014 | St. Louis, Missouri        | Scottrade Center               | John Cena, Dolph Ziggler, Big Show, Erick Rowan și Ryback vs. Seth Rollins, Kane, Mark Henry, Rusev și Luke Harper într-un 5-on-5 Survivor Series match                                                            |     |
| 29 | Survivor Series (2015) | 22 noiembrie 2015 | Atlanta, Georgia           | State Farm Arena               | Roman Reigns vs. Dean Ambrose pentru vacanta centură WWE World Heavyweight Championship |     |
| 30 | Survivor Series (2016) | 20 noiembrie 2016 | Toronto, Ontario, Canada   | Scotiabank Arena               | Brock Lesnar vs. Goldberg |     |
| 31 | Survivor Series (2017) | 19 noiembrie 2017 | Houston, Texas             | Toyota Center                  | Kurt Angle, Braun Strowman, Finn Bálor, Samoa Joe și Triple H vs. Shane McMahon, Randy Orton, Bobby Roode, Shinsuke Nakamura și John Cena într-un 5-on-5 Survivor Series match                                     |     |
| 32 | Survivor Series (2018) | 18 noiembrie 2018 | Los Angeles, California    | Staples Center                 | Brock Lesnar vs. Daniel Bryan |     |
| 33 | Survivor Series (2019) | 24 noiembrie 2019 | Rosemont, Illinois         | Allstate Arena                 | TBD | TBD |

1. ↑  „WWE announces Survivor Series to come to Chicago in 2019”. Accesat în 19 noiembrie 2018.